# Helena Cortés Gabaudan
Helena Cortés Gabaudan (Salamanca, 13 de diciembre de 1962) es una profesora de universidad y traductora española. 

## Biografía
Es licenciada y doctora en Filología Alemana por la Universidad de Salamanca y profesora titular del Departamento de Filología Alemana de la Universidad de Vigo desde 1992. Es miembro de la Deutsche Akademie für Sprache und Dichtung.
Fue directora del Instituto Cervantes en Bremen, Hamburgo y Múnich. Es especialista en Hölderlin y ha traducido además a Goethe, los hermanos Grimm, Fontane, Rilke y Heidegger.
Es hija de Luis Cortés Vázquez, filólogo pionero de los estudios de filología francesa en España, y hermana de Francisco Cortés Gabaudan, filólogo clásico.

## Obra (selección)
- Claves para una lectura de Hiperión. Filosofía, política, ética y estética en Hölderlin. Madrid: Hiperión, 1996
- El señor del fuego. Mitos y símbolos del herrero germánico. Madrid: Miraguano, 2004
- La vida en verso. Biografía poética de Friedrich Hölderlin. Madrid: Hiperión, 2014
- Goethe. Vivir para ser inmortal. Barcelona: Arpa, 2023
- A tradución literaria. Vigo: Servizo de Publicacións da Universidade de Vigo, 2023

### Traducción
- Theodor Adorno: Alban Berg: el maestro de la transición ínfima. Traducción Helena Cortés, Arturo Leyte. Madrid: Alianza, 1990. ISBN 9788420685519
- Friedrich Hölderlin: Correspondencia amorosa. Madrid: HIperión, 1989
- Friedrich Hölderlin: Correspondencia completa. Madrid: Hiperión, 1990
- Hugo Ott: Martin Heidegger. Madrid: Alianza, 1992
- Manfred Frank: El dios venidero. Lecciones sobre la Nueva Mitología. Traducción Helena Cortés y Arturo Leyte. Barcelona: Ediciones del Serbal, 1994
- Martin Heidegger: Caminos de bosque. Traducción Helena Cortés y Arturo Leyte. Madrid: Alianza, 1995
- Martin Heidegger: Hitos. Traducción Helena Cortés y Arturo Leyte. Madrid: Alianza, 2000
- Friedrich Schelling: Investigaciones filosóficas sobre la esencia de la libertad humana y los objetos con ella relacionados. Traducción Helena Cortés y Arturo Leyte. Rubí: Anthropos, 2002
- Friedrich Schelling: El "Discurso de la Academia": Sobre la relación de las artes plásticas con la Naturaleza. Traducción Helena Cortés y Arturo Leyte. Madrid: Biblioteca Nueva, 2004
- Martin Heidegger: Aclaraciones a la poesía de Hölderlin. Traducción Helena Cortés y Arturo Leyte. Madrid: Alianza, 2005
- Johann Wolfgang von Goethe: Fausto. Madrid: Abada, 2010, 2020
- Johann Wolfgang von Goethe: Las afinidades electivas. Madrid: La Oficina de Arte y Ediciones, 2010
- Friedrich Hölderlin: Der Archipelagus. Madrid: La Oficina de Arte y Ediciones, 2011
- Friedrich Hölderlin, Sófocles: Edipo. Edición trilingüe (griego, alemán, castellano). Traducción Helena Cortés y Enrique Prado. Madrid: La Oficina de Arte y Ediciones, 2012
- Martin Heidegger: Identidad y Diferencia: Edición bilingüe. Traducción Helena Cortés, Arturo Leyte. Barcelona: Anthropos, 1988; 2013
- Friedrich Hölderlin: Antígona. Edición bilingüe. Madrid: La Oficina de Arte y Ediciones, 2014
- G. A. Bürger y J. W. Goethe: Los muertos cabalgan deprisa. Madrid: La Oficina de Arte y Ediciones, 2015
- Martin Heidegger: El origen de la obra de arte. Traducción Helena Cortés y Arturo Leyte. Madrid: La Oficina de Arte y Ediciones, 2016
- El Cantar de Roldán. Traducción Luis Cortés Vázquez, edición e introducción Helena Cortés. Madrid: La Oficina de Arte y Ediciones, 2017
- Theodor Fontane: Antes de la tormenta. Valencia: Pre-Textos, 2017
- Johann Wolfgang von Goethe: Elegía de Marienbad. Ourense: Editiones Linteo, 2017
- Friedrich Hölderlin: Poesía Esencial. Madrid: La Oficina de Arte y Ediciones, 2017
- Rainer Maria Rilke: Diario de Florencia, Madrid: La Oficina de Arte y Ediciones, 2018
- Hermanos Grimm: Los Cuentos de los hermanos Grimm tal como nunca te fueron contados. Madrid: La Oficina de Arte y Ediciones, 2019[6]
- Johann Wolfgang von Goethe: El Diván de Oriente y Occidente. Madrid: La Oficina de Arte y Ediciones, 2020
- Friedrich Hölderlin: Cartas filosóficas de Hölderlin. Madrid: La Oficina de Arte y Ediciones, 2020
- Mascha Kaléko, Hoja al viento. Antología poética. Barcelona: Editorial Tresmolins, 2021
- Varios autores: 25 autores, Los cuentos más bellos del Romanticismo alemán. Madrid: La Oficina de Arte y Ediciones, 2024

## Premios
- Premio Nacional a la Mejor Traducción 2021 por El Diván de Oriente y Occidente de Johann Wolfgang von Goethe[2] (editorial La Oficina de Arte y Ediciones).[7]
- Medalla de Oro de la Sociedad Internacional Goethe (Weimar), del año 2021.